# SOS Fantômes 2
Série SOS Fantômes
SOS Fantômes
(1984) SOS Fantômes : L'Héritage
(2021)
Pour plus de détails, voir Fiche technique et Distribution.
SOS Fantômes 2 (Ghostbusters II) est un film américain réalisé par Ivan Reitman et sorti en 1989. C'est la suite du premier opus de la série, SOS Fantômes (1984).

## Synopsis
Cinq ans après avoir sauvé la ville de New York de la destruction par Gozer, SOS Fantômes ont été poursuivis pour les dommages matériels subis et empêchés d'enquêter sur le surnaturel, les forçant à fermer leurs portes. Ray Stantz possède maintenant une librairie occulte et travaille aux côtés de Winston Zeddemore en tant qu'artistes pour enfants impopulaires, Egon Spengler travaille dans un laboratoire expérimentant les émotions humaines, et Peter Venkman anime une émission de télévision sur les médiums.
Dana Barrett, l'ex-petite amie de Peter, a un fils en bas âge nommé Oscar avec son ex-mari et travaille dans un musée d'art en restaurant des œuvres d'art. Elle contacte SOS Fantômes après que la poussette d'Oscar a roulé, apparemment de manière indépendante, dans une intersection animée. Au musée, une peinture de Vigo les Carpates, un tyran européen du XVIe siècle et puissant magicien, prend vie et asservit le patron de Dana, Janosz Poha. Vigo ordonne à Janosz de lui apporter un enfant à posséder, ce qui lui permet d'échapper aux confins de sa peinture et de vivre à nouveau pour conquérir le monde. En raison de son engouement pour Dana, Janosz choisit Oscar.
Pendant ce temps, SOS Fantômes creusent l'intersection où la poussette d'Oscar s'est arrêtée et découvrent une rivière de slime qui traverse le système abandonné Beach Pneumatic Transit. Ray obtient un échantillon, mais est attaqué par la slime et casse accidentellement un tuyau qui tombe sur une ligne électrique, provoquant un black-out dans toute la ville. SOS Fantômes sont arrêtés et traduits en justice pour les dommages et pour avoir enquêté sur le surnaturel. Sur présentation en tant que preuve, l'échantillon de boue répond physiquement à la tirade du juge contre SOS Fantômes, puis explose, manifestant les fantômes des frères Scoleri, qu'il avait condamnés à mort. SOS Fantômes capturent les fantômes en échange d'un rejet des accusations et du droit de reprendre leurs affaires. Ensuite, ils reprennent du service en capturant des fantômes à travers la ville tout en récoltant le slime laissé derrière eux et en proposant leurs produits dérivés ; ils décident de réengager Janine Melnitz à son ancien poste avec Louis Tully et améliorent leur équipement et leur image.
Une nuit, le slime envahit l'appartement de Dana, l'attaquant, elle et Oscar. Elle cherche refuge auprès de Peter, et ils ravivent leur relation. SOS Fantômes découvrent que la boue réagit aux émotions et soupçonnent qu'elle s'est accumulée à partir des émotions négatives des New-Yorkais. En déterminant que Vigo et le slime sont connectés, Egon, Ray et Winston enquêtent sur la rivière de SOS Fantômes, mais ils sont attirés. Ils émergent au musée et commencent à se battre jusqu'à ce qu'Egon se rende compte que l'énergie négative du slime les influence.
SOS Fantômes racontent leurs découvertes au maire, mais sont licenciés ; son assistant Jack Hardemeyer les a transférés dans un hôpital psychiatrique pour protéger les intérêts politiques du maire. Un esprit apparaît alors que Janosz kidnappe Oscar, et Dana les poursuit dans le musée, qui est ensuite recouvert de gelée impénétrable. Le soir du Nouvel An, le slime monte dans les rues, provoquant un chaos surnaturel généralisé. Découvrant les actions de Hardemeyer, le maire furieux le licencie et fait libérer SOS Fantômes.
Déterminant qu'un symbole positif ralliera les citoyens et affaiblira la gelée, SOS Fantômes utilisent du slime chargée d'émotions positives pour animer et piloter la statue de la Liberté à travers les rues remplies de citoyens qui applaudissent. Au musée, la barrière en gelée recule partiellement en raison des émotions positives, et SOS Fantômes utilisent la torche de la statue pour percer le plafond, empêchant Vigo de posséder Oscar, puis font du rappel à travers le plafond et neutralisent Janosz avec du slime positif. Vigo prend forme physique, immobilise Dana et SOS Fantôme et reprend Oscar. Les foules rassemblées à l'extérieur commencent à chanter un refrain de « Auld Lang Syne », et leur positivité affaiblit Vigo, le renvoyant à la peinture et libérant SOS Fantômes. Vigo possède Ray, mais SOS Fantômes utilisent leurs armes pour le libérer et vaincre Vigo, sa peinture étant remplacée par leurs effigies entourant Oscar. Par la suite, la ville acclame SOS Fantômes et la statue de la Liberté est replacée sur Liberty Island.

## Fiche technique
- Titre francophone : SOS Fantômes 2
- Titre original : Ghostbusters II
- Réalisation : Ivan Reitman
- Scénario : Dan Aykroyd et Harold Ramis
- Décors : Bo Welch
- Costumes : Gloria Gresham
- Musique : Randy Edelman
- Photographie : Michael Chapman
- Production : Ivan Reitman
- Producteurs délégués : Bernie Brillstein, Michael C. Gross et Joe Medjuck (en)
- Producteurs associés : Sheldon Kahn (en) et Gordon A. Webb
- Société de production : Columbia Pictures
- Distribution : Columbia Pictures (États-Unis), Columbia TriStar Films (France)
- Pays de production :  États-Unis
- Langue originale : anglais
- Genres : Comédie fantastique et horrifique
- Format : Couleur - 2,35:1 (Cinémascope) - Dolby SR - 35 mm
- Durée : 104 minutes
- Budget : 37 millions de dollars[1]
- Dates de sortie[2]:
  - États-Unis : 16 juin 1989
  - Belgique : 13 décembre 1989
  - France : 13 décembre 1989

## Distribution
- Bill Murray (VF : Bernard Murat) : le docteur Peter Venkman
- Dan Aykroyd (VF : Richard Darbois) : le docteur Raymond Stantz
- Sigourney Weaver (VF : Frédérique Tirmont) : Dana Barrett
- Harold Ramis (VF : Jean-Pierre Leroux) : le docteur Egon Spengler
- Rick Moranis (VF : Marc François) : Louis Tully
- Ernie Hudson (VF : Med Hondo) : Winston Zeddemore
- Annie Potts (VF : Maïk Darah) : Janine Melnitz
- Peter MacNicol (VF : Vincent Violette) : le professeur Janosz Poha
- Kurt Fuller (VF : Michel Derain) : l'adjoint du maire Jack Hardemeyer
- David Margulies (VF : Jean-Pierre Moulin) : Lenny, le maire de New York
- Harris Yulin (VF : Yves Barsacq) : le juge Stephen Wexler
- Janet Margolin (VF : Anne Deleuze) : le procureur
- Les jumeaux Will et Hank Deutschendorf : Oscar
- Kevin Dunn : Milton Angland
- Chloe Webb : Elaine
- Wilhelm von Homburg (VF : Jean Violette) : Vigo des Carpates
- Richard Foronjy (VF : Marcel Guido) : le superviseur de Con Ed
- Christopher Neame : le maître d’hôtel
- Cheech Marin : le gardien des quais au port
- Brian Doyle-Murray : le psychiatre
- Ben Stein : le chef des travaux publics
- Mary Ellen Trainor : Brownstone Mother
- Bobby Brown (VF : Emmanuel Gomès Dekset) : le portier du maire (non crédité)
- Jason Reitman : le garçon impoli à l'anniversaire (caméo)

Source et légende : Version française (VF) sur AlloDoublage

## Production

### Genèse du projet
Après le succès du premier film et de la série télévisée d'animation, le studio Columbia Pictures fait pression sur l'équipe du film pour faire une suite. Dan Aykroyd, Harold Ramis et Ivan Reitman sont d'abord contre cette idée, car selon eux le premier film concluait l'histoire. Ils acceptent cependant de repartir dans l’aventure.

### Attribution des rôles
Tous les principaux protagonistes du premier film reprennent ici leur rôle. Bill Murray a longtemps hésité car il a toujours refusé de faire des suites.
Le même problème se pose aussi pour une nouvelle suite éventuelle.
L'acteur Wilhelm von Homburg, engagé pour le rôle de Vigo, parle très mal anglais. Ainsi pour ses quelques répliques, sa voix est doublée par Max Von Sydow.

### Tournage
Le tournage s'est déroulé entre le 28 novembre 1988 et le 7 mars 1989.
- New York :
  - Université Columbia, Broadway et 116e rue, Manhattan[6] ;
  - Hook & Ladder Company no 8, North Moore Street, Manhattan ;
  - U.S. Customs House (pour simuler le Museum of Modern Art de Manhattan) ;
  - Washington Square Park, Greenwich Village, Manhattan.
- Los Angeles, Californie :
  - Caserne de pompiers no 23, 5e rue ;
  - Greystone Park & Mansion, Loma Vista Drive, Beverly Hills.
- Burbank, Californie :
  - Plateaux 15 et 16, Warner Bros. Studios, Warner Boulevard.

## Bande originale
Bandes originales de SOS Fantômes
SOS Fantômes
(1984) SOS Fantômes
(2016)
Randy Edelman succède à Elmer Bernstein pour la bande originale du film qui est prévue pour être réenregistrée, et donc enfin éditée pour la première fois en 2021.
En effet, le CD commercialisé à l'époque ne contenait que les chansons de pop, rock ou rap du film. Le célèbre Ghostbusters de Ray Parker, Jr. n'apparait sur le disque que dans sa version rap, reprise par Run–D.M.C.
Liste des titres
1. Bobby Brown - On Our Own (04:50)[8]
2. New Edition - Supernatural (04:35)
3. James 'J.T.'Taylor - The Promised Land (04:17)
4. Bobby Brown - We're Back (05:08)
5. Doug E. Fresh & The Get Fresh Crew - Spirit (04:14)
6. Run–D.M.C. - Ghostbusters (rap version) (04:09)
7. Oingo Boingo - Flesh 'N Blood (04:16)
8. Elton John - Love Is A Cannibal (03:53)
9. Glenn Frey - Flip City (05:12)
10. Howard Huntsberry - Higher And Higher (04:08)

Liste des titres de la composition de Randy Edelman
1. Years Later (00:19)[8]
2. Hi Peter (00:19)
3. Named After A Hot Dog Brand (00:51)
4. Vigo's Plan (00:58)
5. She's Twitching (00:56)
6. We're Back (00:19)
7. The Painting (01:43)
8. Refuge To Peter (01:01)
9. Oscar, Dana, Peter - The Museum (02:16)
10. Tuck In The Guts, We're The Ghostbusters (00:17)
11. Dates and Sewers (00:55)
12. Take Off Your Clothes (01:07)
13. No Reservations (00:24)
14. Trip To The Asylum (01:34)
15. Oscar's Walk On The Ledge (01:55)
16. The Museum (00:50)
17. Total Madness (01:39)
18. Big Ball-O-Yellow - The Symbol (02:44)
19. The Girl Can Walk (00:11)
20. A Fifth Ghostbuster (00:33)
21. The Boys Are Back (00:50)
22. Put Oscar Somewhere Safe (00:36)
23. Vigo (02:47)
24. Ghostbusters II Suite (09:02)

Durée totale34:06

## Accueil

### Accueil critique
Malgré le succès public, les critiques ne seront pas particulièrement élogieuses envers SOS Fantômes 2. Sur le site agrégateur de critiques Rotten Tomatoes, le film obtient un score de 53 % de critiques positives, basé sur 38 critiques professionnelles. Sur le site Metacritic, le film obtient un score de 56 sur 100, basé sur 14 critiques.

### Box-office
À sa sortie, le film réalise le meilleur démarrage du box-office aux États-Unis avec 29 472 894 dollars de recettes le premier week-end. Le record sera battu la même année par Batman de Tim Burton avec 40 505 884 dollars.

## Autour du film
- Le nom complet du méchant de ce film (Vigo) est Prince Vigo von Homburg Deutschendorf (on peut le voir sur l'ordinateur chez les chasseurs de fantômes). Von Homburg est le nom de l'interprète de Vigo et Deutschendorf est le nom des jumeaux qui ont joué le rôle du bébé Oscar dans lequel Vigo essaie de se réincarner[12].
- Contrairement au premier film, on ne voit à aucun moment les héros fumer une cigarette. Une meilleure façon de classer le film tous publics.
- Au départ, le design du kidnappeur d'Oscar se révélait plus monstrueux. Il apparaissait d'abord sous les traits d'un fantôme aux ailes de chauve-souris puis, par la suite, sous la forme d'un immense oiseau à deux têtes. Ces deux concepts jugés trop violents pour les enfants, la production s'est contentée d'une nounou à vélo équipé d'un berceau. Ce rôle est également tenu par Peter MacNicol pour que les spectateurs (ainsi que Dana dans le film) croient qu'il s'agisse de Janosz.
- Alors que Ray « slime » l'intérieur de la statue de la Liberté, il prononce « beautiful » (« Magnifique » en VF) en serrant un cigare entre ses dents, comme Hannibal Smith dans la série télévisée L'Agence tous risques.
- En raison de sa popularité acquise auprès des enfants dans la série animée, l'enzyme-glouton du premier film, rebaptisé Slimer à la suite de la réplique de Venkman dans le premier film, « He has slimed me ! » (en français « Il m'a tout englué ! »), refait son apparition dans cette suite. Le design, quoique modifié, est toujours réalisé par Thom Enriquez.
- Le système de commande utilisé pour contrôler les déplacements de la statue de la Liberté est un contrôleur NES Advantage modifié.
- Elaine, dans l'émission World of the Psychic with Dr. Peter Venkman prédit la fin du monde pour le 14 février 2016[13].

### Produits dérivés
- Un jeu vidéo nommé Ghostbusters II a été édité sur consoles NES, Game Boy, Amstrad CPC, Atari ST, Amiga et PC par Activision en 1989 et 1990.
- Une nouvelle version nommée New Ghostbusters II sort également en 1990 sur la console NES par le biais de l'éditeur HAL Laboratory.